# Aravan
Aravan (kirguís: Араван) es una localidad de Kirguistán, capital del raión homónimo en la provincia de Osh.
En 2009 tiene 17 767 habitantes.
Alberga los caballos celestiales de Aravan, unos petroglifos del siglo I antes de Cristo.
Se sitúa en el valle de Ferganá, a medio camino entre Osh y Marhamat.